# Râul Satului, Bălășița
Râul Satului este un curs de apă, afluent al râului Bălășița. 